# 1941 en hockey sur glace
Cette page présente les évènements de l'année 1941 au hockey sur glace.

## Amérique du Nord

### Ligue nationale de hockey
- Les Bruins de Boston remportent la Coupe Stanley.

## Europe
La Seconde Guerre mondiale annule la plupart des championnats européens.

### Allemagne
- Le SC Riessersee remporte un 4e titre de champion d'Allemagne[1].

### Bohème et Moravie
- Le LTC Prague est champion de Bohème et Moravie[2].

### Finlande
- Le KIF Helsinki remporte la SM-sarja[3].

### Hongrie
- Le Budapesti Budai Torna Egylet est champion de Hongrie[4].

### Suisse
- Le HC Davos est champion de Suisse[5].

### Suède
- Södertälje SK est champion de Suède[6].

## Autres Évènements

### Décès
- 27 juin : Harry « Hap » Holmes. Gardien de but ayant remporté à quatre reprises la Coupe Stanley, il fut intronisé au Temple de la renommée du hockey en 1972. Depuis 1948, un trophée de la Ligue américaine de hockey porte son nom.